# Habenaria amalfitana
Habenaria amalfitana är en orkidéart som beskrevs av Friedrich Carl Lehmann och Friedrich Fritz Wilhelm Ludwig Kraenzlin. Habenaria amalfitana ingår i släktet Habenaria och familjen orkidéer. Inga underarter finns listade i Catalogue of Life.